# 平沼成基
平沼 成基（ひらぬま なるき、1980年4月26日 - ）は、日本の俳優、実業家。神奈川県横浜市出身。身長168cm、血液型はO型。株式会社ジャックポットに所属していた。

## 来歴・人物
- 慶應義塾中等部、慶應義塾高等学校、慶應義塾大学商学部卒業[3]。
- 幼少期は運動が苦手な少年だったが、中学時代は馬術部、高校時代には器械体操部、大学時代にはフェンシング部に加入[1]。
- 23歳の時、日本古来の身体操法である武術（一般には古武術と呼ばれる）を始め、金子釋護に師事。その後、会社勤めをしながら自身の武術経験を活かし、アメリカ・アジア等で公開の映画『KATANA-MAN』にて2005年にデビュー[1]。
- サラリーマン時代は専門商社と広告代理店（いずれも営業職）を経験。月の4分の3近くは出張で地方にいた。しかし、月150時間近いサービス残業と上司によるパワーハラスメントにより身体を壊し、退職[4]。この時の体験から「自分だから伝えられることもあるのでは」と思ったことも俳優への一歩を後押しした[要出典]。
- 2006年7月の武楽座旗揚公演を皮切りにサラリーマン生活にピリオドを打ち、役者活動に専念する[1]。
- 着物好きが高じて「納得のいく着物を着るには自分で作るしかない!」と思い立ち、2004年より和裁士、山本秀司に師事。武楽『鬼切』では、渡辺綱を演じるとともに衣装制作も手掛ける[1]。
- きものクイーンコンテスト2007にてベストメンズ賞受賞[5]。
- 横浜開港150周年記念公演「マリア・ルス号事件」にてプロデューサーを務める[6]。当初、主演のオファーを受けて参加したが、最終的に企画・営業・脚本など、製作総指揮を一手に引き受け、陣頭指揮を取ることとなった[7]。なお、曽祖父の平沼亮三は横浜開港100年祭の実行委員長を務めていた。
- 2009年7月特定非営利活動法人未来に残そう青い海の理事に就任[要出典]。
- 2010年1月横浜カップジュニア体操協議会の理事に就任、現在は常任理事[8]。
- 2010年4月横浜市体操協会の常任理事に就任、現在は監事[9]。
- 2011年3月運営理念の違いから、2010年度末をもって特定非営利活動法人未来に残そう青い海の理事を辞職、同法人を退会。[10]
- 2017年12月、祖母の許可を得て創業者である祖父の五郎の名を襲名。平沼五郎成基と称する。[11]

## 親類
- 政治家・平沼亮三は曽祖父にあたる。
- 実業家・平沼五郎は祖父にあたる。
- 実業家・長沼弘毅は祖父にあたる。

## 出演作品

### 映画
- 『KATANA-MAN』 市川徹監督
- 『撮影ヤクザ』 手塚眞監督
- 『刀狩るもの〜二本松の冒険〜』 都築宏明監督
- 『冒険活劇イデ・ジョージ]』 青木聡監督 ※第10回インディーズムービーフェスティバル6位入賞作品
- 『今日と言う日が最後なら、』 柳明菜監督 ※第3回アジア海洋映画祭出展作品
- 『隠し砦の三悪人』 樋口真嗣監督
- 『私は貝になりたい』 福澤克雄監督
- 『お姉チャンバラ THE MOVIE』 福田陽平監督
- 『落語娘』中原俊監督
- 『ラーメンガール』 ロバート＝アッカーマン監督
- 『3人必殺拳』 五十嵐大輔監督 ※第1回国際ニコニコ映画祭ノミネート
- 『ニンジャカリ』 五十嵐大輔監督 ※第2回国際ニコニコ映画祭ノミネート
- 『甲賀忍者の憂鬱-THE NINJ@M@STER-』五十嵐大輔監督/涼宮ナルキ役（主演）※第3回国際ニコニコ映画祭ノミネート
- 『S.F.どちらが捜査官なのか?-Around the world in 15 seconds-』五十嵐大輔監督/涼宮ナルキ役（主演）
- 『S.F.どちらが捜査官なのか?-STARLIGHT EXCLAMATION INVESTIGATOR-』五十嵐大輔監督/涼宮ナルキ役（主演）※第5回国際ニコニコ映画祭ノミネート
- 『ニンジャ最後の戦場-Missing Synchlo Power-』 五十嵐大輔監督/涼宮ナルキ役（主演）※第6回国際ニコニコ映画祭ノミネート
- 『忍者†消失 〜はわわっ忍者同士の最強対最凶〜』 五十嵐大輔監督/涼宮ナルキ役（主演）※第7回国際ニコニコ映画祭出展作品
- 『サムライ・ミー』五十嵐大輔監督/侍役（主演）※侍道3 CMコンテスト出展作品
- 『サンタ狩リベンジ』五十嵐大輔監督/役不明（主演）※第8回国際ニコニコ映画祭出展作品

### TV

#### ドラマ
- 毎日放送 『新撰組 PEACE MAKER』（所作指導）
- 日本テレビ 『キイナ〜不可能犯罪捜査官〜』
- 日本テレビ 『ヤスコとケンジ』
- UHF 『風魔の小次郎』
- UHF 『RHプラス』

#### その他
- NHK 『日本の、これから』 仲本工事スタント

### CM
- 衛星劇場

### 舞台
- 武楽座公演 衣装・武術考証
  - 『鬼切』渡辺綱役（主演・衣装・武術考証）
    - 第1回公演 2006年7月14日 新宿andZONEにて
    - 第2回公演 2006年8月12日 ひかり祭にて
    - 番外編 2006年10月26日 bar非常口にて 鬼切りShort Ver.
    - 第3回公演 2006年12月30日 渋谷ギャラリールデコにて
    - 第4回公演 2007年1月5日 渋谷O-EASTにて
    - 第5回公演 2007年11月30日 銀座砂漠の薔薇にて
    - 第6回公演 2007年12月30日 渋谷ギャラリールデコにて
    - 第7回公演 2007年12月31日 新宿ゴールデンエッグにて

  - 『櫻花』侍役（主演・武術考証・演出）
    - 第8回公演 2008年3月15日 青山Velorsにて
    - 第9回公演 2008年3月19日 銀座砂漠の薔薇にて

  - その他、スポンサー公演数回
- 劇団A.P.B-Tokyo第17回公演（2006年11月）『田園に死す』怪力男役
- 京都市後援 第7回京都節分お化け（2008年2月）『都の鬼退治』源頼光役、演出、演技・殺陣指導
- K.B.S.Project act.03（2008年2月）『本能寺オテロ』 斎藤利三役
- 梵天ギルド 旗揚げ公演（2008年11月）『夜叉狩斬十郎 〜鬼哭逢魔ヶ淵ノ章〜』宗方暁武役
- K.B.S.Project act.07（2009年6月）『BENKEI〜静恋の涙〜』土佐坊昌俊役
- 横浜開港150周年記念公演（2009年8月）『マリア・ルス号事件』 プロデューサー（企画・製作・脚本他）、大江卓役（主演）
- FREAK ENTERTAINMENT（2009年10月）『GUNS -All or Nothing-』　SAT狙撃班 重森和己役

### PV
- PUFFY『日和姫』
- EBONY BONES『THE MUZIK』

### 講演
- 講演会「平成武士道」　ゲスト講演　2010年3月6日　日本外国特派員協会にて
- 「平沼記念レストハウス最後の時間を過ごす会」[12][13]2020年9月6日
- 「日本初の国際裁判　マリア・ルス号事件から150年」トークイベント[14][15][16] 　2022年9月10日　横浜卓囲会、横浜コミュニティデザイン・ラボ共済　ヨコハマ経済新聞後援
- 『日本初の国際裁判 マリア・ルス号う事件から150年』[17]SEISA Asia Africa Bridge 2022

### その他の出演
- Sib.tv（渋谷街頭ビジョン）武楽公演CM
- サニチルのMONDAY☆ かわさきFM） ※2007年7月9日ゲスト出演
- 世田谷WebTV 2007年6月28日 ゲスト出演
- MJD@ステーション（中野@ddress） ※2007年11月19日ゲスト出演
- きものクイーンコンテスト2007にてベストメンズ賞受賞
- 京都映画祭開会式トーク出演
- チバビジョン デイリーズアクア 体験Blog
- FM戸塚「おはよう! 咲くらじお」 ※2009年8月6日ゲスト出演
- 毎日小学生新聞　※2009年8月6日号インタビュー掲載